# Paracallionymus costatus
Paracallionymus costatus är en fiskart som först beskrevs av Boulenger, 1898.  Paracallionymus costatus ingår i släktet Paracallionymus och familjen sjökocksfiskar. Inga underarter finns listade i Catalogue of Life.